# Арланське родовище
Арланське родовище (рос. Арланское месторождение)) — унікальне за запасами нафти, розташоване на північному заході Башкирії в межах Волго-Уральської нафтогазоносної провінції.
Розташовано на території Краснокамського і Дюртюлінського районів Республіки і частково на території Удмуртії.
Відкрито в 1955, введено в розробку в 1958.

## Геологія
Протяжність понад 100 км, при ширині до 25 км, приурочено до обширної антиклінальної складки з пологими крилами. Нафтоносні пісковики візейського ярусу нижньокам'яноувугільного віку, карбонатні колектори каширо-подільської продуктивної товщі середнього карбону. Основні запаси сконцентровані в пісковиках террігенной товщі нижнього карбону (75 % початкових запасів) на глибині 1400—1450 м.

## Технологія розробки
При розробці застосовується заводнювання пластів. Основний спосіб експлуатації добувних свердловин — механізований. Загальний фонд свердловин близько 8 тис. одиниць. Нафта здобувається з великим змістом води (93 %).